# Carlotta Miti
Carlotta Miti (Bologna, 3 dicembre 1971) è un'attrice italiana.

## Biografia
Figlia del regista e produttore Ruggero Miti e di Nadia Morandi, sorella di Gianni, ha studiato danza classica e recitazione all'Accademia di arte drammatica di Bologna.
Il primo film che la vede protagonista è Dichiarazioni d'amore del 1994, film di Pupi Avati, girato a Bologna e presentato al Festival di Venezia. Fra quelli successivi Il vento, di sera (2004) di Andrea Adriatico, presentato al Festival internazionale del cinema di Berlino.
Ha partecipato a varie fiction televisive, tra le quali Compagni di scuola, Incantesimo, L'ispettore Coliandro e Lea - Un nuovo giorno.
Ha partecipato alla serie televisiva Un medico in famiglia interpretando due ruoli diversi, uno nel 2004 (nella quarta stagione della serie) e uno nel 2016 (nella decima ed ultima stagione della serie).

## Filmografia

### Cinema
- Dichiarazioni d'amore, regia di Pupi Avati (1994)
- Quello che le ragazze non dicono, regia di Carlo Vanzina (2000)
- Il vento, di sera, regia di Andrea Adriatico (2004)

### Televisione
- Positano, regia di Vittorio Sindoni - miniserie TV (1996)
- Un posto al sole, registi vari - soap opera (2000)
- Compagni di scuola, regia di Tiziana Aristarco e Claudio Norza - serie TV (2001)
- Il gruppo, regia di Anna Di Francisca - film TV (2001)
- Un medico in famiglia 4, regia di Isabella Leoni e Claudio Norza - serie TV (2004)
- Incantesimo, registi vari - (2004-2007)
- Carabinieri 8, regia di Raffaele Mertes e Alessandro Cane - serie TV (2008)
- Agrodolce, registi vari - soap opera (2008)
- Don Matteo 9, episodio: "La scelta", regia di Luca Ribuoli (2014)
- Che Dio ci aiuti, regia di Francesco Vicario, serie TV, episodio 3x18 (2014)
- Un medico in famiglia 10, regia di Isabella Leoni e  Elisabetta Marchetti - serie TV (2016)
- L'ispettore Coliandro, regia dei Manetti Bros. - serie TV, episodi 6x03 (2017) e 7x02 (2018)
- I ragazzi dello Zecchino d'Oro, regia di Ambrogio Lo Giudice (2019)
- Lea - Un nuovo giorno, regia di Isabella Leoni - serie TV, 4 episodi (2022)
- Vivere non è un gioco da ragazzi, regia di Rolando Ravello - serie TV, 4 episodi (2023)

## Teatro
- L'auto delle spose, regia di Andrea Adriatico (2000)
- Le quattro gemelle, regia di Andrea Adriatico (2006)